# Высшее образование в Австралии
Система высшего образования Австралии состоит из государственных и частных университетов.

## Квалификации по окончании высшего учебного заведения
- Первая степень — это углубленное изучение одного или более предметов или областей обучения. Она длится от 3-х до 4-х лет (в зависимости от избранной специальности) и ведет к получению англ. First degree или англ. Bachelor degree в искусстве, науке или по другим предметам (теологии, юриспруденции, бизнесу и т. д.).
- Вторая степень (англ. Diploma of higher education) является продолжением первой и представляет собой ещё более углубленное изучение определенного предмета или его части. Обучение длится 9-12 месяцев, и по его окончании студенты получают сертификаты или дипломы (англ. postgraduate certificates and diplomas).
- Третья степень — это обучение в аспирантуре. После одного-двух лет аспирант получает степень магистра MD (англ. Master degree), а после 3-4 лет — степень доктора наук PhD (англ. doctorate of philosophy).

Обучение в докторантуре в высших учебных заведениях Австралии платное: стоимость года обучения на стационаре составляет от 11000 до 20000 австралийских долларов, а на заочной форме — от 5000 до 10000 AUD в год. Для молодых ученых в Австралии предусмотрены различные стипендии и программы поддержки, которые финансируются частными фондами, учреждениями, университетами и федеральными ведомствами. Для их получения требуется наличие способностей и максимального стремления к профессиональному росту.